# Francisco Javier Ugarte Pagés

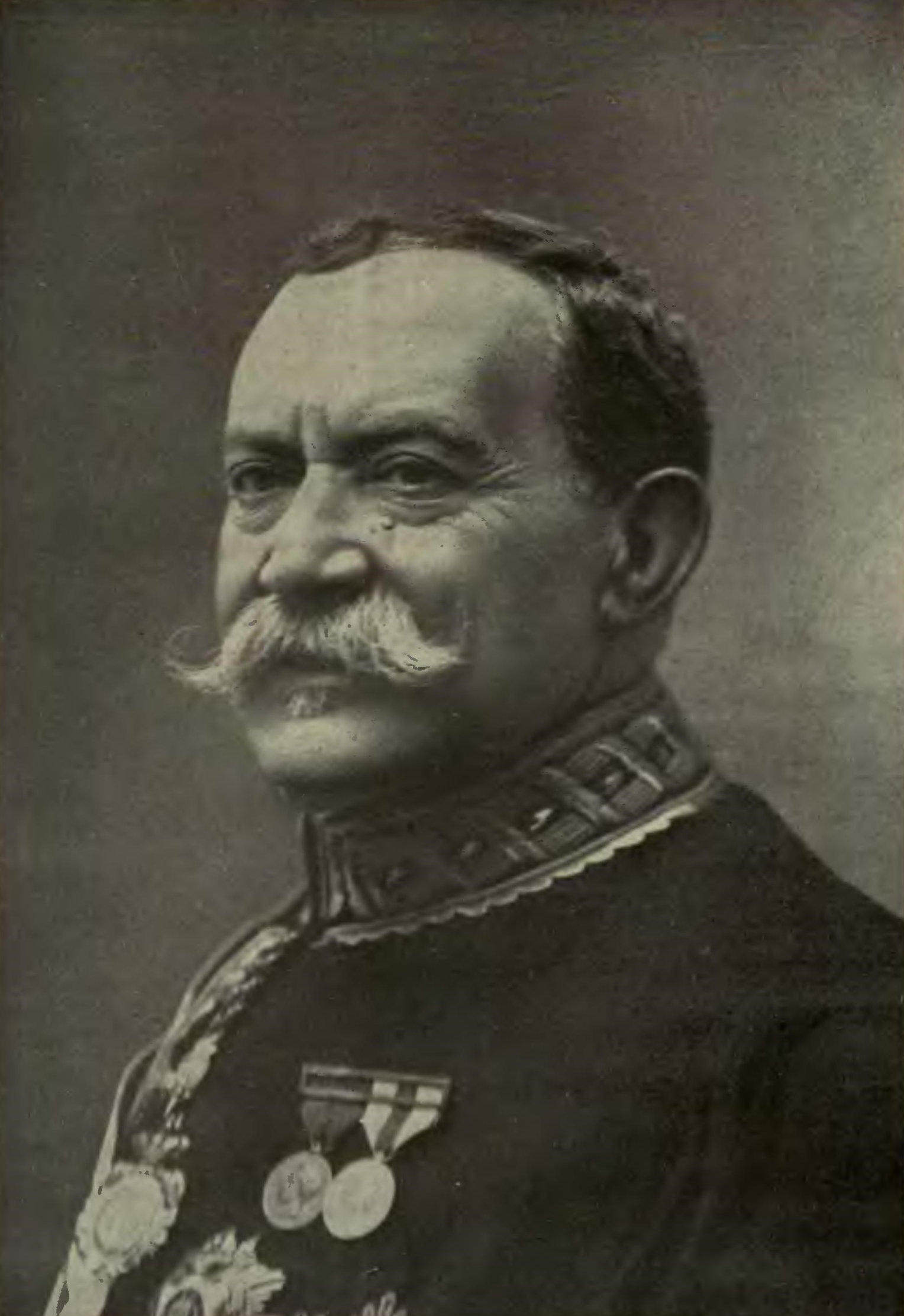
Fotografia de Francisco Javier em 1919

Francisco Javier Ugarte y Pagés (Barcelona, 24 de fevereiro de 1852 — Madri, 27 de junho de 1919). Advogado, ministro e político espanhol.

## Biografia
Nasceu em 24 de fevereiro de 1852 em Barcelona, formou-se em Direito Civil e Canônico na Universidade Central de Madri.
Membro do Partido Conservador (Espanha), foi eleito deputado em 1891, representando os distritos de Carballino e Santiago de Cuba até 1903, ano em que ele iria deixar Congresso e se tornaria o senador da vida.
Foi ministro do interior entre 23 de outubro de 1900 e 6 de março de 1901 em un governo presidido por Azcárraga com o que também seria [[[Ministro de Graça e Justiça]] entre 16 de dezembro de 1904 e 23 de junho de 1905. También sería ministro de Fomento entre el 27 de octubre de 1913 y el 25 de octubre de 1915 en un gabinete presidido por Eduardo Dato.
Tornou-se membro da Real Academia de Ciencias Morales y Políticas em 20 de janeiro de 1911. Ugarte, que também tomou posse da poltrona  Q  do membro da Real Academia Española em 16 de junho de 1918, morreu em 27 de junho de 1919 em Madrid.

## Bibliografía adicional
- Ramírez Jerez, Pablo (2015). «Javier Ugarte y Pagés (1852-1919): Auditor General del Ejército, político y académico». Ministerio de Defensa; Escuela Militar de Derechos Jurídicos. Revista Española de Derecho Militar (103): 143-159. ISSN 0034-9399
- Yáñez Román, Pedro Luis (1972). «La condena condicional en España. Apuntes para su historia». Anuario de derecho penal y ciencias penales. 25 (2): 305-424. ISSN 0210-3001